# Boldogasszonyfa
Boldogasszonyfa é uma vila da Hungria, situada no condado de Baranya. Tem 17,22 km² de área e sua população em 2019 foi estimada em 360 habitantes.